# Katie McCabe
Pour les articles homonymes, voir McCabe.
Katie McCabe, née le 21 septembre 1995 à Kilnamanagh, est une footballeuse internationale irlandaise. Elle joue au poste de milieu de terrain à Arsenal.

## Carrière de footballeuse
Pendant son enfance, Katie McCabe joue dans les équipes de jeunes garçons du Kilnamanagh AFC et du Crumlin United FC. À l'âge de 10 ans, elle rejoint sa première équipe de filles à Templeogue, jouant à la fois pour l'équipe de filles et l'équipe de garçons jusqu'à l'âge de 13 ans. Dans son enfance, son joueur préféré était Damien Duff. Au cours de ses études secondaires, elle pratique également le football gaélique et le basket-ball.

### En Irlande
Lorsque la Women's National League est créée en 2011, McCabe signe avec Raheny United. Elle s'était déjà entraînée avec le club, mais les règlements de la ligue l'empêchaient de signer un contrat avant d'avoir atteint l'âge de 16 ans. Elle représente le club lors de la première saison de la compétition. Au cours des trois saisons suivantes, elle remporte deux titres de champion et trois FAI Women's Cups consécutives avec les « Pandas ». Elle joue également le club en Ligue des champions féminine de l'UEFA.
Elle manque quatre mois de la saison 2013-14 à cause d'une grave blessure : une jambe cassée. Malgré avoir passé la majeure partie de la saison sur la touche à cause de cette blessure, elle remporte tout de même le prix de la jeune joueuse de l'année du championnat. Cette année-là, elle est également recrutée par l'Université d'État de Floride pour jouer pour l'équipe féminine de football, les Florida State Seminoles aux États-Unis, mais le transfert s'effondre en raison de sa blessure.
En 2014-15, McCabe marque 23 buts en WNL pour Raheny, deux unités derrière la meilleure buteuse Áine O'Gorman de UCD Waves. En novembre 2014, elle marqué le premier but pour Raheny dans la finale de la FAI Women's Cup, d'un coup franc de 35 mètres, remportant ainsi sa deuxième FAI Cup avec le club. Elle a marqué le but de la victoire à la dernière minute de la Coupe WNL 2015, en prolongation, contre Peamount United (3-2). Ses performances au cours de la saison 2014-15 lui permettent de figurer pour la première fois dans l'équipe de la saison de la WNL. Pour la saison 2015-16, McCabe reste au sein du club sous son nouveau nom de Shelbourne Ladies.
En décembre 2015, elle signe avec le club londonien d'Arsenal, rejetant les offres concurrentes de Glasgow City, Chelsea et Manchester City.

### En équipe nationale
Le 11 octobre 2022, elle fait partie de la sélection irlandaise qui se qualifie pour la première fois de son histoire pour une Coupe du monde. L'Irlande bat l'Écosse 0-1 à Hampden Park. Titulaire, McCabe joue l'intégralité de la rencontre.
En juin 2023, elle est sélectionnée pour disputer la Coupe du monde 2023 en Australie.
Lors de celle-ci, elle inscrit le tout premier but de l'histoire son pays en Coupe du monde contre le Canada.

## Éléments statistiques

### En club
| Saison                | Club                  | Championnat            | Championnat | Championnat | Coupe(s) nationale(s) | Coupe(s) nationale(s) | Compétition(s) continentale(s) | Compétition(s) continentale(s) | Compétition(s) continentale(s) | République d'Irlande | République d'Irlande | Total | Total |
| Saison                | Club                  | Division               | M.          | B.          | M.                    | B.                    | Comp.                          | M.                             | B.                             | M.                   | B.                   | M.    | B.    |
| 2011-2012             | Raheny United         | Irish Women League     | 10          | 5           | 1                     | 0                     | -                              | -                              | -                              | -                    | -                    | 11    | 5     |
| 2012-2013             | Raheny United         | Irish Women League     | 12          | 4           | 3                     | 2                     | -                              | -                              | -                              | -                    | -                    | 15    | 6     |
| 2013-2014             | Raheny United         | Irish Women League     | 10          | 5           | 4                     | 2                     | -                              | -                              | -                              | -                    | -                    | 14    | 7     |
| 2014-2015             | Raheny United         | Irish Women League     | 11          | 0           | 3                     | 3                     | C1                             | 2                              | 0                              | 3                    | 0                    | 19    | 3     |
| 2015-2016             | Shelbourne Ladies     | Irish Women League     | 1           | 0           | 1                     | 1                     | -                              | -                              | -                              | 4                    | 0                    | 6     | 1     |
| 2016                  | Arsenal               | Women's Super League   | 10          | 0           | -                     | -                     | -                              | -                              | -                              | 12                   | 3                    | 22    | 3     |
| 2017                  | Arsenal               | Women's Super League   | 3           | 0           | -                     | -                     | -                              | -                              | -                              | 7                    | 1                    | 10    | 1     |
| 2017                  | Glasgow City (prêt)   | Women's Premier League |             |             | 2                     | 0                     | -                              | -                              | -                              | 3                    | 0                    | 5     | 0     |
| 2017-2018             | Arsenal               | Women's Super League   | 11          | 2           | -                     | -                     | -                              | -                              | -                              | 6                    | 1                    | 17    | 3     |
| 2018-2019             | Arsenal               | Women's Super League   | 20          | 5           | -                     | -                     | -                              | -                              | -                              | 6                    | 3                    | 26    | 8     |
| 2019-2020             | Arsenal               | Women's Super League   | 13          | 0           | -                     | -                     | C1                             | 4                              | 0                              | 6                    | 3                    | 23    | 3     |
| 2020-2021             | Arsenal               | Women's Super League   | 21          | 4           | -                     | -                     | -                              | -                              | -                              | 7                    | 1                    | 28    | 5     |
| 2021-2022             | Arsenal               | Women's Super League   | 20          | 5           | -                     | -                     | C1                             | 12                             | 0                              | 11                   | 7                    | 43    | 12    |
| 2022-2023             | Arsenal               | Women's Super League   | 21          | 3           | -                     | -                     | C1                             | 12                             | 0                              | 11                   | 2                    | 44    | 5     |
| 2023-2024             | Arsenal               | Women's Super League   | 21          | 3           | 9                     | 0                     | C1                             | 2                              | 0                              | 4                    | 4                    | 36    | 7     |
| 2024-2025             | Arsenal               | Women's Super League   | 20          | 1           | 4                     | 1                     | C1                             | 15                             | 0                              | 5                    | 0                    | 44    | 2     |
| Total sur la carrière | Total sur la carrière | Total sur la carrière  | 204         | 37          | 27                    | 9                     | -                              | 47                             | 0                              | 98                   | 29                   | 376   | 75    |

### En équipe nationale
| N°. | Date              | Lieu                                        | Opposition      | Score | Resultat | Compétition                    |
| --- | ----------------- | ------------------------------------------- | --------------- | ----- | -------- | ------------------------------ |
| 1   | 4 mars 2015       | GSZ Stadium, Larnaca, Chypre                | Italie          | 1-1   | 1-1      | Match amical Tournoi de Chypre |
| 2   | 12 août 2016      | Rodney Parade, Newport, Pays de Galles      | Pays de Galles  | 1-1   | 1-2      | Match amical                   |
| 3   | 12 août 2016      | Rodney Parade, Newport, Pays de Galles      | Pays de Galles  | 1-2   | 1-2      | Match amical                   |
| 4   | 6 mars 2017       | Paralimni, Chypre                           | Pays de Galles  | 1-0   | 1-0      | Match amical Tournoi de Chypre |
| 5   | 21 janvier 2018   | Ponta Delgada, Portugal                     | Portugal        | 1-0   | 1-0      | Match amical                   |
| 6   | 31 août 2018      | Tallaght Stadium, Dublin                    | Irlande du Nord | 2-0   | 4-0      | Elim. Coupe du monde 2019      |
| 7   | 31 août 2018      | Tallaght Stadium, Dublin                    | Irlande du Nord | 4-0   | 4-0      | Elim. Coupe du monde 2019      |
| 8   | 9 avril 2019      | Reggio Emilia, Italie                       | Italie          | 1-0   | 1-2      | Match amical                   |
| 9   | 3 septembre 2019  | Tallaght Stadium, Dublin                    | Monténégro      | 2-0   | 2-0      | Elim. Euro 2022                |
| 10  | 8 octobre 2019    | Tallaght Stadium, Dublin                    | Ukraine         | 1-0   | 3-2      | Elim. Euro 2022                |
| 11  | 11 mars 2020      | Petrovac, Montenegro                        | Monténégro      | 2-0   | 3-0      | Elim. Euro 2022                |
| 12  | 1 décembre 2020   | Tallaght Stadium, Dublin                    | Allemagne       | 1-2   | 1-3      | Elim. Euro 2022                |
| 13  | 25 novembre 2021  | Tallaght Stadium, Dublin                    | Slovaquie       | 1-1   | 1-1      | Elim. Coupe du monde 2023      |
| 14  | 30 novembre 2021  | Tallaght Stadium, Dublin                    | Géorgie         | 6-0   | 11-0     | Elim. Coupe du monde 2023      |
| 15  | 30 novembre 2021  | Tallaght Stadium, Dublin                    | Géorgie         | 7-0   | 11-0     | Elim. Coupe du monde 2023      |
| 16  | 12 avril 2022     | Gamla Ullevi, Goteborg, Suède               | Suède           | 1-0   | 1-1      | Elim. Coupe du monde 2023      |
| 17  | 27 juin 2022      | Gori, Géorgie                               | Géorgie         | 1-0   | 9-0      | Elim. Coupe du monde 2023      |
| 18  | 27 juin 2022      | Gori, Géorgie                               | Géorgie         | 4-0   | 9-0      | Elim. Coupe du monde 2023      |
| 19  | 27 juin 2022      | Gori, Géorgie                               | Géorgie         | 7-0   | 9-0      | Elim. Coupe du monde 2023      |
| 20  | 14 novembre 2022  | Marbella Football Center, Espagne           | Maroc           | 2-0   | 4-0      | Match amical                   |
| 21  | 26 juillet 2023   | Perth, Australie                            | Canada          | 1-0   | 1-2      | Coupe du monde 2023            |
| 22  | 26 septembre 2023 | Hidegkuti Nándor Stadion, Budapest, Hongrie | Hongrie         | 2-0   | 4-0      | Ligue des nations 2023-24      |
| 23  | 27 octobre 2023   | Tallaght Stadium, Dublin                    | Albanie         | 1-0   | 5-1      | Ligue des nations 2023-24      |
| 24  | 27 octobre 2023   | Tallaght Stadium, Dublin                    | Albanie         | 2-1   | 5-1      | Ligue des nations 2023-24      |
| 25  | 27 octobre 2023   | Tallaght Stadium, Dublin                    | Albanie         | 5-1   | 5-1      | Ligue des nations 2023-24      |
| 26  | 27 octobre 2023   | Windsor Park, Belfast                       | Irlande du Nord | 4-0   | 6-1      | Ligue des nations 2023-24      |
| 27  | 5 décembre 2023   | Stade Mikheil-Meskhi, Tbilissi              | Géorgie         | 1-0   | 6-0      | Elim. Euro 2025                |
| 28  | 25 octobre 2024   | Stade Mikheil-Meskhi, Tbilissi              | Géorgie         | 3-0   | 6-0      | Elim. Euro 2025                |
| 29  | 29 octobre 2024   | Tallaght Stadium, Dublin                    | Géorgie         | 3-0   | 3-0      | Elim. Euro 2025                |

## Palmarès
Avec Raheny United : 
- Vainqueur du championnat d'Irlande en 2012-2013 et 2013-2014.
- Vainqueur de la Coupe d'Irlande en 2012, 2013 et 2014.

Avec Arsenal :
- Vainqueur de la Coupe de la Ligue : 2024
- Vainqueur de la Ligue des champions féminine de l'UEFA 2024-2025

## Vie privée
Elle est ouvertement lesbienne. En juin 2019, elle révèle qu'elle et Ruesha Littlejohn étaient en couple et que le football féminin acceptait très bien les personnes LGBT. Le couple s’est séparé en mai 2023.

## Source
- (en) John O'Shea, Republic of Ireland Women : A Biography in nine lives, Lucan, Hero Books, 2023, 213 p. (ISBN 978-1-910827-79-6), p. 149-164.